# Liga Europa da UEFA de 2021–22 – Fase Final
A Fase Final da Liga Europa da UEFA de 2021–22 foi disputada entre 15 de fevereiro até 18 de maio de 2022 com a final no Estádio Ramón Sánchez Pizjuán, na cidade de Sevilha, Espanha. Um total de 16 equipes disputam esta fase.
Para as partidas até 27 de março de 2022 (oitavas de final) o horário seguido é o fuso horário UTC+1. Já para as fases seguintes o horário seguido é o fuso horário UTC+2.

## Calendário
O calendário é o seguinte (todos os sorteios são realizados na sede da UEFA em Nyon, Suíça).
| Fase             | Data do sorteio         | Partida de ida                                                  | Partida de volta                                                |
| ---------------- | ----------------------- | --------------------------------------------------------------- | --------------------------------------------------------------- |
| Segunda Fase     | 13 de dezembro de 2021  | 17 e 24 de fevereiro de 2022                                    | 10 e 17 de março de 2022                                        |
| Oitavas de final | 25 de fevereiro de 2022 | 7 de abril de 2022                                              | 14 de abril de 2022                                             |
| Quartas de final | 18 de março de 2022     | 7 de abril de 2022                                              | 14 de abril de 2022                                             |
| Semifinais       | 18 de março de 2022     | 28 de abril de 2022                                             | 5 de maio de 2022                                               |
| Final            | 18 de março de 2022     | 18 de maio de 2022 no Estádio Ramón Sanchéz Pizjuán, em Sevilha | 18 de maio de 2022 no Estádio Ramón Sanchéz Pizjuán, em Sevilha |

## Formato
Cada eliminatória, exceto a final, foi disputada em partidas de ida e volta. A equipe que marcar mais gols no total nas duas partidas avança para a próxima fase. Se o placar agregado estiver empatado, então a prorrogação é disputada – nessa edição, a regra do gol fora de casa foi abolida. Se nenhum gol for marcado durante a prorrogação para desempatar o placar agregado, os vencedores serão decididos por disputa por pênaltis. Na final, que será disputada em uma única partida, se o placar estiver empatado ao final do tempo normal, a prorrogação é disputada, seguida de uma disputa de pênaltis se o placar ainda estiver empatado.

## Equipes classificadas
| Grupo | Líderes de grupo  | Vice-líderes de grupo |
| ----- | ----------------- | --------------------- |
| A     | Manchester City   | Paris Saint-Germain   |
| B     | Liverpool         | Atlético de Madrid    |
| C     | Ajax              | Sporting              |
| D     | Real Madrid       | Internazionale        |
| E     | Bayern de Munique | Benfica               |
| F     | Manchester United | Villarreal            |
| G     | Lille             | Red Bull Salzburg     |
| H     | Juventus          | Chelsea               |

## Oitavas de final
O sorteio das oitavas de final foi realizado em 13 de dezembro de 2021. O sorteio teve várias irregularidades: o Manchester United foi incluído por engano no sorteio do adversário do Villarreal (ambos estavam no Grupo F), e posteriormente foi selecionado; outra bola foi então sorteada, com o Manchester City escolhido em seu lugar. Na eliminatória seguinte, o Liverpool foi incluído por engano no sorteio do adversário do Atlético de Madrid (ambos do Grupo B), enquanto o Manchester United foi erroneamente excluído. Mais tarde naquele dia, a UEFA anulou o sorteio original devido a um "problema técnico" com o computador de sorteio, e foi totalmente refeito. As partidas de ida serão disputadas em 15, 16, 22 e 23 de fevereiro, e as partidas de volta em 8, 9, 15 e 16 de março de 2022.
| Equipe 1            | Total | Equipe 2          | 1.º jogo | 2.º jogo |
| ------------------- | ----- | ----------------- | -------- | -------- |
| Red Bull Salzburg   | 2–8   | Bayern de Munique | 1–1      | 1–7      |
| Sporting            | 0–5   | Manchester City   | 0–5      | 0–0      |
| Benfica             | 3–2   | Ajax              | 2–2      | 1–0      |
| Chelsea             | 4–1   | Lille             | 2–0      | 2–1      |
| Atlético Madrid     | 2–1   | Manchester United | 1–1      | 1–0      |
| Villarreal          | 4–1   | Juventus          | 1–1      | 3–0      |
| Internazionale      | 1–2   | Liverpool         | 0–2      | 1–0      |
| Paris Saint-Germain | 2–3   | Real Madrid       | 1–0      | 1–3      |

### Partidas de ida
| 15 de fevereiro de 2022 | Paris Saint-Germain | 1 – 0     | Real Madrid | Parc des Princes, Paris                     |
| 21:00                   | Mbappé 90+4'        | Relatório |             | Público: 47 443 Árbitro: ITA Daniele Orsato |

| 15 de fevereiro de 2022 | Sporting | 0 – 5     | Manchester City                                                | Estádio José Alvalade, Lisboa                |
| 21:00                   |          | Relatório | Mahrez 7' · Bernardo Silva 17', 44' · Foden 32' · Sterling 58' | Público: 48 129 Árbitro: SRB Srđan Jovanović |

| 16 de fevereiro de 2022 | Internazionale | 0 – 2     | Liverpool               | Estádio Giuseppe Meazza, Milão                |
| 21:00                   |                | Relatório | Firmino 75' · Salah 83' | Público: 37 918 Árbitro: POL Szymon Marciniak |

| 16 de fevereiro de 2022 | Red Bull Salzburg | 1 – 1     | Bayern de Munique | Red Bull Arena, Salzburgo                   |
| 21:00                   | Adamu 21'         | Relatório | Coman 90'         | Público: 29 520 Árbitro: ENG Michael Oliver |

| 22 de fevereiro de 2022 | Villarreal | 1 – 1     | Juventus    | Estádio de La Cerámica, Vila-real           |
| 21:00                   | Parejo 66' | Relatório | Vlahović 1' | Público: 17 686 Árbitro: GER Daniel Siebert |

| 22 de fevereiro de 2022 | Chelsea                  | 2 – 0     | Lille | Stamford Bridge, Londres                       |
| 21:00                   | Havertz 8' · Pulisic 63' | Relatório |       | Público: 38 832 Árbitro: ESP Jesús Gil Manzano |

| 23 de fevereiro de 2022 | Atlético de Madrid | 1 – 1     | Manchester United | Estádio Wanda Metropolitano, Madrid         |
| 21:00                   | Félix 7'           | Relatório | Elanga 80'        | Público: 63 273 Árbitro: ROU Ovidiu Hațegan |

| 23 de fevereiro de 2022 | Benfica                           | 2 – 2     | Ajax                   | Estádio da Luz, Lisboa                     |
| 21:00                   | Haller 26' (g.c.) · Yaremchuk 72' | Relatório | Tadić 18' · Haller 29' | Público: 54 760 Árbitro: SVN Slavko Vinčić |

### Partidas de volta
| 8 de março de 2022 | Bayern de Munique                                                               | 7 – 1     | Red Bull Salzburg | Allianz Arena, Munique                      |
| 21:00              | Lewandowski 12' (pen), 21' (pen), 23' · Gnabry 31' · Müller 54', 83' · Sané 86' | Relatório | Kjærgaard 70'     | Público: 25 000 Árbitro: FRA Clément Turpin |

Bayern de Munique venceu por 8–2 no placar agregado.
| 8 de março de 2022 | Liverpool | 0 – 1     | Internazionale | Anfield, Liverpool                               |
| 21:00              |           | Relatório | Martínez 62'   | Público: 51 747 Árbitro: ESP Antonio Mateu Lahoz |

Liverpool venceu por 2–1 no placar agregado.
| 9 de março de 2022 | Manchester City | 0 – 0     | Sporting | City of Manchester Stadium, Manchester        |
| 21:00              |                 | Relatório |          | Público: 51 213 Árbitro: TUR Halil Umut Meler |

Manchester City venceu por 5–0 no placar agregado.
| 9 de março de 2022 | Real Madrid           | 3 – 1     | Paris Saint-Germain | Estádio Santiago Bernabéu, Madrid           |
| 21:00              | Benzema 61', 76', 78' | Relatório | Mbappé 39'          | Público: 59 895 Árbitro: NED Danny Makkelie |

Real Madrid venceu por 3–2 no placar agregado.
| 15 de março de 2022 | Ajax | 0 – 1     | Benfica   | Johan Cruijff Arena, Amsterdão                       |
| 21:00               |      | Relatório | Núñez 77' | Público: 54 066 Árbitro: ESP Carlos del Cerro Grande |

Benfica venceu por 2–1 no placar agregado.
| 15 de março de 2022 | Manchester United | 0 – 1     | Atlético de Madrid | Old Trafford, Manchester                   |
| 17:00               |                   | Relatório | Renan Lodi 41'     | Público: 73 008 Árbitro: SVN Slavko Vinčić |

Atlético de Madrid venceu por 2–1 no placar agregado.
| 16 de março de 2022 | Lille            | 1 – 2     | Chelsea                         | Stade Pierre-Mauroy, Lille                |
| 21:00               | Yılmaz 38' (pen) | Relatório | Pulisic 45+3' · Azpilicueta 70' | Público: 49 048 Árbitro: ITA Davide Massa |

Chelsea venceu por 4–1 no placar agregado.
| 16 de março de 2022 | Juventus | 0 – 3     | Villarreal                                    | Juventus Stadium, Turim                       |
| 21:00               |          | Relatório | Moreno 77' (pen) · Torres 84' · Danjuma 90+1' | Público: 30 385 Árbitro: POL Szymon Marciniak |

Villarreal venceu por 4–1 no placar agregado.

## Quartas de final
O sorteio para as quartas de final foi realizado em 18 de março de 2022. As partidas de ida serão disputadas em 5 e 6 de abril, e as partidas de volta em 12 e 13 de abril de 2022.
| Equipe 1        | Total     | Equipe 2           | 1.º jogo | 2.º jogo |
| --------------- | --------- | ------------------ | -------- | -------- |
| Chelsea         | 4–5 (pro) | Real Madrid        | 1–3      | 3–2      |
| Manchester City | 1−0       | Atlético de Madrid | 1–0      | 0−0      |
| Villarreal      | 2–1       | Bayern de Munique  | 1–0      | 1–1      |
| Benfica         | 4−6       | Liverpool          | 1–3      | 3−3      |

### Partidas de ida
| 5 de abril de 2022 | Manchester City | 1 – 0     | Atlético de Madrid | City of Manchester Stadium, Manchester     |
| 21:00              | De Bruyne 70'   | Relatório |                    | Público: 52 018 Árbitro: ROU István Kovács |

| 5 de abril de 2022 | Benfica   | 1 – 3     | Liverpool                        | Estádio da Luz, Lisboa                         |
| 21:00              | Núñez 49' | Relatório | Konaté 17' · Mané 34' · Díaz 87' | Público: 59 633 Árbitro: ESP Jesús Gil Manzano |

| 6 de abril de 2022 | Chelsea     | 1 – 3     | Real Madrid           | Stamford Bridge, Londres                    |
| 21:00              | Havertz 40' | Relatório | Benzema 21', 24', 46' | Público: 38 689 Árbitro: FRA Clément Turpin |

| 6 de abril de 2022 | Villarreal | 1 – 0     | Bayern de Munique | Estádio de La Cerámica, Vila-real           |
| 21:00              | Danjuma 8' | Relatório |                   | Público: 21 626 Árbitro: ENG Anthony Taylor |

### Partidas de volta
| 12 de abril de 2022 | Bayern de Munique | 1 – 1     | Villarreal    | Allianz Arena, Munique                     |
| 21:00               | Lewandowski 52'   | Relatório | Chukwueze 88' | Público: 70 000 Árbitro: SVK Slavko Vinčić |

Villarreal venceu por 2–1 no placar agregado.
| 12 de abril de 2022 | Real Madrid               | 2 – 3 (pro) | Chelsea                              | Estádio Santiago Bernabéu, Madrid             |
| 21:00               | Rodrygo 80' · Benzema 96' | Relatório   | Mount 15' · Rüdiger 51' · Werner 75' | Público: 59 839 Árbitro: POL Szymon Marciniak |

Real Madrid venceu por 5–4 no placar agregado.
| 13 de abril de 2022 | Liverpool                     | 3 – 3     | Benfica                               | Anfield, Liverpool                            |
| 21:00               | Konaté 21' · Firmino 55', 65' | Relatório | Ramos 32' · Yaremchuk 73' · Nuñez 82' | Público: 51 373 Árbitro: NED Serdar Gözübüyük |

Liverpool venceu por 6–4 no placar agregado.
| 13 de abril de 2022 | Atlético de Madrid | 0 – 0     | Manchester City | Estádio Wanda Metropolitano, Madrid         |
| 21:00               |                    | Relatório |                 | Público: 65 675 Árbitro: GER Daniel Siebert |

Manchester City venceu por 1–0 no placar agregado.

## Semifinais
O sorteio das semifinais foi realizado em 18 de março de 2022, após o sorteio das quartas de final. As partidas de ida foram disputadas em 26 e 27 de abril, e as partidas de volta em 3 e 4 de maio de 2022.
| Equipe 1        | Total     | Equipe 2    | 1.º jogo | 2.º jogo |
| --------------- | --------- | ----------- | -------- | -------- |
| Manchester City | 6-5 (pro) | Real Madrid | 4–3      | 3–1      |
| Liverpool       | 5–2       | Villarreal  | 2–0      | 3–2      |

### Partidas de ida
| 26 de abril de 2022 | Manchester City                                                   | 4 – 3     | Real Madrid                                  | City of Manchester Stadium, Manchester     |
| 21:00               | De Bruyne 2' · Gabriel Jesus 11' · Foden 53' · Bernardo Silva 74' | Relatório | Benzema 33', 82' (pen) · Vinícius Júnior 55' | Público: 52 217 Árbitro: ROU István Kovács |

| 27 de abril de 2022 | Liverpool                       | 2 – 0     | Villarreal | Anfield, Liverpool                            |
| 21:00               | Estupiñán 53' (g.c.) · Mané 55' | Relatório |            | Público: 51 586 Árbitro: POL Szymon Marciniak |

### Partidas de volta
| 3 de maio de 2022 | Villarreal            | 2 – 3     | Liverpool                         | Estádio de La Cerámica, Vila-real           |
| 21:00             | Dia 3' · Coquelin 41' | Relatório | Fabinho 62' · Díaz 67' · Mané 74' | Público: 23 665 Árbitro: NED Danny Makkelie |

Liverpool venceu por 5–2 no placar agregado.
| 4 de maio de 2022 | Real Madrid                            | 3 – 1 (pro) | Manchester City | Estádio Santiago Bernabéu, Madrid           |
| 21:00             | Rodrygo 90', 90+1' · Benzema 95' (pen) | Relatório   | Mahrez 73'      | Público: 61 416 Árbitro: ITA Daniele Orsato |

Real Madrid venceu por 6–5 no placar agregado.

## Final
A final foi disputada em 18 de maio de 2022, no Estádio Ramón Sánchez Pizjuán, em Sevilha. Um sorteio foi realizado em 18 de março de 2022, após os sorteios das quartas e das semifinais, para determinar o time "da casa" para fins administrativos.
| 18 de maio de 2022 | Eintracht Frankfurt | 1 (5) – (4) 1 | Rangers | Estádio Ramón Sánchez Pizjuán, Sevilha |
| 21:00              |                     |               |         |                                        |